# Waryongsan
Waryongsan (koreanska: 와룡산) är ett berg i Sydkorea.   Det ligger i provinsen Daegu, i den centrala delen av landet, 230 km sydost om huvudstaden Seoul. Toppen på Waryongsan är 264 meter över havet.
Terrängen runt Waryongsan är varierad. Runt Waryongsan är det mycket tätbefolkat, med 10 000 invånare per kvadratkilometer. Närmaste större samhälle är Daegu, 6,9 km öster om Waryongsan. Runt Waryongsan är det i huvudsak tätbebyggt.